# Afrodizija
Afrodizija  (starogrško Ἀφροδισιάς, Afrodisiás)  je bila majhno starogrško helenistično mesto v zgodovinski pokrajini Kariji z zahodni Anatoliji, Turčija. Mesto leži v bližini vasi Geyre približno 100 km vzhodno od obale Egejskega morja in 230 km jugovzhodno od İzmirja.
Mesto je dobilo ime po Afroditi, grški boginji ljubezni, ki je imela v mestu svojo kultno podobo Afrodita Afrodizijska. Po podatkih v bizantinski enciklopedični zbirki Suda je imelo mesto, ki se je okoli 3. stoletja pr. n. št. imenovalo Afrodizija, pred tem tri imena: Lelégōn Pólis (Λελέγων πόλις, 'Mesto Lelegov'), Megálē Pólάis (Μεγάλη Πόλις, 'Veliko mesto') in Ninóē (Νινόη). Nekje pred letom 640, v poznoantičnem obdobju, ko je že pripadalo  Bizantinskemu cesarstvu, se je mesto preimenovalo v Stavropolis (Σταυρούπολις, 'Mesto križa').
Afrodizija je bila leta 2017 uvrščena na Unescov seznam svetovne dediščine.

## Zgodovina
Afrodizija je bila metropola (glavno mesto province) regije in kasneje rimske province Karije.
V okolici mesta sta se v helenističnem in rimskem obdobju pridobivala beli in modrosivi karijski marmor, ki se je uporabljal za gradnjo pročelij in kipov. Kiparji iz Afrodizije so s svojimi marmornimi kipi postali znani v celem rimskem svetu. Izklesali so več kipov Afrodite Afrodizijske, ki so se našli tudi v zelo oddaljenih krajih Rimskega cesarstva vse do Paxa Iulia v Luzitaniji (sedanja Portugalska).
Mesto je imelo pomembne šole kiparstva in celo filozofije in do konca 5. stoletja ostalo središče poganstva. V zgodnjem 7. stoletju je mesto uničil potres. Po potresu se Afrodizija ni več opomogla, ker se je zmanjšala v majhno utrjeno naselje. Približno takrat se je preimenovala v Stavropolis (grško  Σταυροῡπολις, 'Mesto križa'), da bi se odstranile poganske konotacije, vendar je že v pred 8. stoletjem po svoji regiji postala znana kot Karija. Iz tega imena je kasneje nastalo njeno turško ime Geyre. V bizantinskih časih je bilo mesto sedež davčne upravne enote (dioikesis).
Mesto je leta 1188 izropal upornik Teodor Mankagas, leta 1197 pa Seldžuki. Proti koncu 13. stoletja je dokončno prišlo pod turško oblast.

### Geološka zgodovina
Mesto je ležalo na potresnem območju in bilo zato večkrat poškodovano, zlasti v potresih v 4. in 7. stoletju. Eden od potresov v 4. stoletju je mestu povzročil dodatno škodo, ker je preusmeril vodne tokove. Del mesta je zato začelo poplavljati, kar potrjujejo nove zasilne vodovodne napeljave. Afrodizija si po potresu v 7. stoletju ni nikoli povsem opomogla in je postopoma propadla. Del mesta je prekrivala sedanja vas Geyre. Nekaj vaških hiš so v 20. stoletju odstranili, da so razkrili starejše mesto. Nedaleč od najdišča je bila zgrajena nova vas Geyre.

### Cerkvena zgodovina
Francoski zgodovinar in teolog Le Quien (1661–1733) omenja dvajset afrodizijskih škofov. V 7. stoletju je ime, 28 pomožnih škofov, v 10. stoletju pa 26. 
Stavropolis je bil tudi rimskokatoliška naslovna metropolitska stolnica z imenom Stauropoli (latinsko Archidioecesis Stauropolitana).

## Stavbe in druge zgradbe

### Afroditin tempelj
Afroditin tempelj je bil središče mesta. Afrodizijski kiparji so postali znani zaradi obilne zaloge marmorja v bližnjih kamnolomih. Mestna kiparska šola je bila zelo produktivna. Večino del njenih učencev je mogoče videti na najdišču samem in v Muzeju Afrodizije. Veliko njihovih dokončanih kipov so odkrili na območju agore, veliko poskusnih in nedokončanih del pa dokazuje pravo kiparsko šolo. Na različnih lokacijah so arheologi odkrili tudi sarkofage, pogosto okrašene z girlandami in stebriči. Odkrili so tudi pilastre s podobami ljudi, ptic in živali, prepletenih z akantovimi listi.
Vloga templja se je spremenila, ko je postal krščanska bazilika. Domneva se, da je bil tempelj okoli leta 481-484 na ukaz cesarja Zenona podrt, ker je bil žarišče Zenonove poganske helenske opozicije v Afrodiziji. Mesto je tudi podpiralo Ilusa, ki je obljubil, da bo obnovil helenske obrede, zatrte med preganjanjem poganov v poznem Rimskem cesarstvu, in templje, ki so še ostali.

### Monumentalni portal
Monumentalni portal ali tetrapilon stoji na koncu ceste, ki vodi od glavne ulice v smeri sever-jug do prostora pred Afroditinim svetiščem ali templjem. Zgrajen je bil okoli leta 200.

### Bulevterij
Bulevterij (skupščina) ali odeon stoji sredi severne strani Severne agore. Sestavljen je iz polkrožnega avditorija z odrom, širokim približno 46 m. Spodnji del avditorija je skoraj nedotaknjen. Ima devet vrst marmornih sedežev, razdeljenih na pet delov, ločenih z redialnimi stopnišči. Sedeži v zgornjem delu, razporejeni v dodatnih dvanajst vrst, so se podrli skupaj s podpornimi oboki. Odeon je zelo odprt, ima veliko vhodov na tleh in več stopnišč, ki omogočajo dostop do zgornjih vrst sedežev. Sistem masivnih vzporednih opor kaže, da je bila stavba prvotno obokana. Avditorij je osvetljevala vrsta visokih obokanih oken v ukrivljeni zunanji steni. Število sedežev se ocenjuje na približno 1.750.
Razpoložljivi dokazi kažejo, da je bil zgrajen v antoninskem ali zgodnjem severanskem obdobju  (konec 2. ali začetek 3. stoletja n. št.). V tem času je bila zagotovo postavljena prednja skena (prednji del odra), kar dokazujejo tako kiparski slog kot arhitekturni ornamenti. Na podstavkih kipov, ki zaključujejo podporne stene avditorija, sta imeni dveh bratov, senatorjev v zgodnjem severanskem obdobju, na dveh vpisanih podstavkih, postavljenih simetrično ob zunanjo fasado, pa sta bila kipa afrodizijskih dobrotnikov, Klavdije Antonije Tatiane in njenega strica Lucija Antonija Dometina, ki so delovale konec 2. stoletja. Znano je, da je bila Tatiana tesno povezana z Efezom, zato je mogoče, da so presenetljive podobnosti med to stavbo in bulevterijem na efeški mestni agori posledica prav njene pobude. Kaj je na tem stalo pred 2. stoletjem, ni znano. Zelo verjetno je nova zgradba nadomestila manjšo starejšo podobno zgradbo, postavljeno v poznem 1. stoletju pr. n. št.
Bulevterij v Afrodiziji je ostal v prvotni obliki do začetka 5. stoletja, ko ga je občinski uradnik ukazal prilagoditi za palestro. Njegov poseg je dokumentiran v napisu na zgornjem delu pulpita (odra). Izraz palestra se običajno povezuje z rokoborsko šolo, v 5. stoletju pa bi lahko pomenil tudi dvorano za predavanja, predstave in različna tekmovanja, kar dokazujejo odlomki napisov, vklesanih v sedeže. Številne druge vdolbine v ohranjenih sedežih so verjetno služile za vstavljanje lesenih stebrov, ki so podpirali tende, in kažejo, da je bila stavba v tem času že brez strehe. Orkester je bil spuščen in tlakovan z marmornimi ploščami, ki so morda ostale iz prejšnjega bulevterija.

### Sebastej
Sebastej, grški ekvivalent rimskega avgusteja, je bil, po napisu iz 1. stoletja na njegovem prvem pilonu, posvečen »Afroditi, božanskemu Avgustu in ljudstvu«. Relief, ki so ga našli v ruševinah južnega portika, je predstavljal poosebitev polisa. Posvečen je bil Afroditi Afrodizijski, ki so jo častili kot promētōr –  'pramater' ali 'mater prednikov'. Afrodita je predstavlja kozmično silo, ki je združevala cesarsko moč z močjo lokalnih elit. Povezava med boginjo in cesarsko hišo je bila v tistem času zelo politična, saj je Gens Julia – družina Julija Cezarja, Oktavijana Avgusta in njihovih neposrednih naslednikov – trdila, da je božanska potomka Venere/Afrodite.

### Stadion
Stadion je bil namenjen atletskim prireditvam, dokler ni potres v 7. stoletju težko poškodoval gledališča. Po potresu je bil del stadiona preurejen v prostor za dogodke, ki so se prej dogajali v gledališču.
Stadion je dolg približno 270 m in širok 60 m. Na vsaki strani je imel po 30 vrst sedežev in je lahko sprejel približno 30.000 gledalcev. Proga je dolga približno 225 m. Je precej večji in strukturno obsežnejši celo od stadiona v Apolonovem svetišču v Delfih in verjetno eden najbolje ohranjenih tovrstnih objektov v Sredozemlju.

## Druge najdbe

### Napisi
Kakovost marmorja v Afrodiziji je povzročila, da se je v mestu ohranilo nenavadno veliko predmetov z napisi. Ker je bilo v poznoantično mestno obzidje vgrajeno veliko kosov že rabljenega spomeniškega lomljenega kamna, je bilo mogoče številne napise zlahka prebrati brez kakršnih koli izkopavanj. Ker je bilo mesto dobro obiskano, so med njimi tudi sodobni napisi, prvi z začetka 18. stoletja.
Med izkopavanji pod okriljem Univerze v New Yorku so arheologi odkrili več kot 2000 napisov. Številni so bili na kamnih, ki so se ponovno uporabili za gradnjo mestnega obzidja. Večina napisov je iz cesarskega obdobja. Zlasti dobro so zastopana pogrebna in častna besedila. Nekaj napisov je zudi iz drugih obdobij, od helenističnega do bizantinskega. Skupina dokumentov, namenjenih prikazovanju veličine in zgodovine mesta, je bila vključena v tako imenovani »arhivski zid«.
Izkopavanja v Afrodiziji so odkrila tudi pomemben judovski napis, katerega kontekst ni jasen. Ob njem je napis v grščini, ki navaja donacije številnih posameznikov, od katerih jih je več označenih za 'theosebeis' ali 'bogaboječe' oziroma 'pobožne'. Iz primerljivih dokazov v napisih v sinagogi v Sardisu in Nove zaveze se zdi, da so bili ti pobožneži verjetno pogani, ki so se navezali na judovsko skupnost, jo podpirali in morda celo obiskovali sinagogo. Geografska razširjenost dokazov kaže, da je bil v rimskem obdobju pojav razširjen tudi drugod v Mali Aziji.

### Friz
Na frizu, odkritem leta 1980, je upodobljena ženska bojevnica z golimi prsmi, čelado in napisom BRITANNIA, ki se v trpljenju muči pod kolenom rimskega vojaka, pod katerim je levo spodaj napis TIBERIUS CLAUDIUS CAESAR. Bojevnica naj bi upodabljala Britanijo, ki jo je podjarmil Rim.

## Afrodita Afrodizijska
Kultna podoba Afrodite Afrodizijske je nekoč nedvomno stala v Afroditinem templju. Bila je prepoznavna lokalna boginja, ki se je po grški interpretaciji poistovetila z grško Afrodito. Njena kanonična podoba, značilna za anatolske kultne podobe, kaže, da je bila v sorodu z Efeško gospo,  ki so jo kot Artemido Efeško častili po celem grško-rimskem svetu.
Preživele podobe v kontekstih, ki so bolj državljanski kot obredni, so brez izjeme iz pozne faze kulta v helenističnem in rimskem obdobju. Izdelane so v naturalističnem slogu, skupnem kulturi, ki je lokalni boginji dala bolj univerzalno privlačnost. Tako kot Efeška dama tudi Afrodizijska Afrodita nosi debelo tuniko. Običajno stoji v niši s stebriči in je vedno upodobljena s štirimi standardnimi atributi: nogi sta tesno skupaj, podlakti pa iztegnjene naprej, da lahko sprejema in daje. Ozaljšana je z ogrlicami in nosi corona muralis skupaj z diademom in vencem iz mirte. Ogrnjena je dolgo tančico, ki sega do tal. Pod gornjo tuniko nosi hiton, ki sega do tal.
Na tuniki so pasovi okraskov v obliki ploskega reliefa, ki prikazujejo njene kozmične moči boginje. Na vrhu so  Harite, pod njimi pa glavi zakonskega para (ženska je zastrta), ki ju je Lisa Brody prepoznala kot Geo in Urana, zemljo in nebesa, nad katerimi kraljuje boginja, in ne kot Zevsa in Hero. Na reliefih do tudi Helios in Selena, ločena s stebrom, in Morska Afrodita, ki jezdi morsko kozo. Na dnu prizorov so Eroti, ki izvajajo kultne obrede.

## Arheologija
Prva uradna izkopavanja je leta 1904/1905 izvedel francoski železniški inženir Paul Augustin Gaudin. Nekatere arhitekturne najdbe, večinoma frizi, pilastri in kapiteli, ki jih je odkril, so zdaj v Britanskem muzeju.
Najnovejša izkopavanja, ki so se začela leta 1962, je izvajal Kenan Erim pod okriljem Univerze v New Yorku, trenutno pa jih vodita profesor R. R. R. Smith z Univerze Oxford in profesorica Katharine Welch z Inštituta za likovno umetnost Univerze New Yorka. Izkopavanja so razkrila razkošne gradnje v mestnem središču, ki jih je sprožil in v veliki meri financiral nek Gaj Julij Zoil, domačin in suženj Gaja Julija Cezarja, ki ga je njegov naslednik Oktavijan osvobodil. Ko se je Zoil kot osvobojenec vrnil v svoje rodno mesto, obdarjen s prestižem in bogatimi nagradami za svoje službovanje, je vse to pronicljivo usmeril v podporo Oktavijanu v njegovem boju za oblast proti Marku Antoniju. Podpora mu je zagotovila trajno Oktavijanovo naklonjenost v obliki finančnih privilegijev, ki so mestu omogočili napredek.
Septembra 2014 so z majhnimi droni izvedlli 3D kartografiranje vidnih ruševin Afrodizije. Podatke je analiziral Avstrijski arheološki inštitut na Dunaju.
Marca 2018 so na področju nezakonitih izkopavanj odkrili staro grobnico in jo prenesli v Muzej Afrodizije.
Leta 2020 so v oljčniku odkrili dva sarkofaga s podobama Meduze.